# Aureool

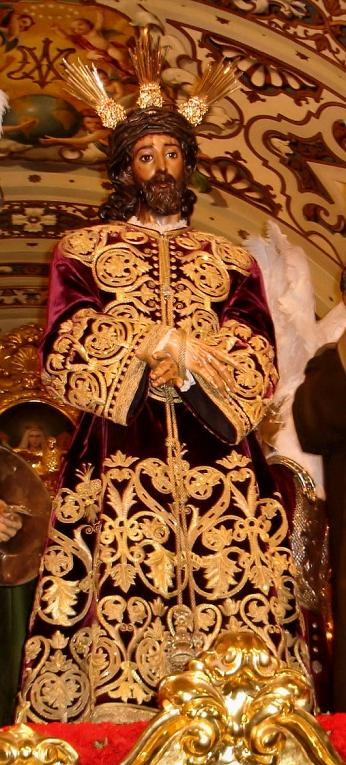
Christus met nimbus

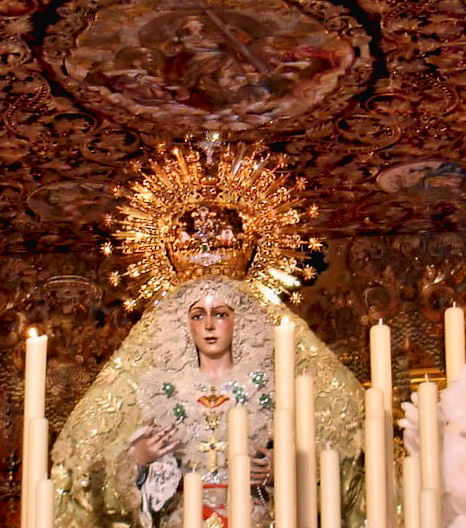
De heilige Maagd met een aureool om haar kroon

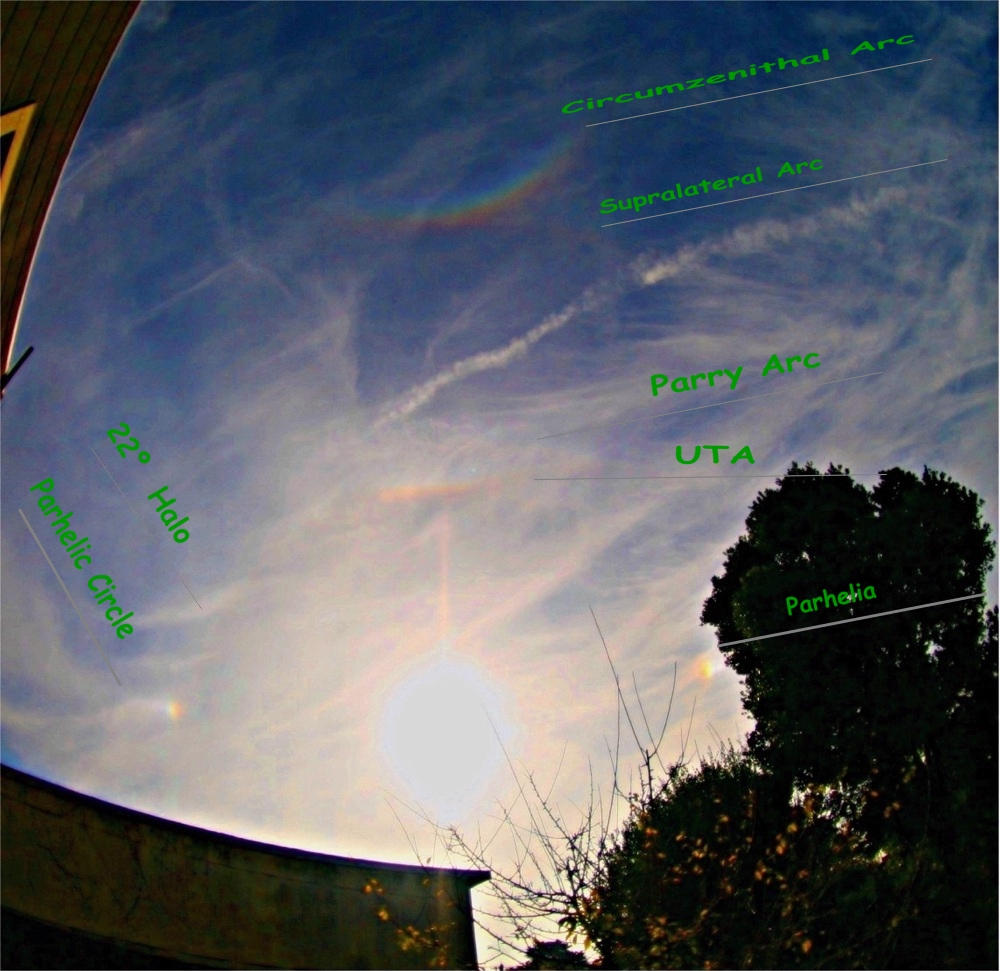
Complex halo rond de zon

Een aureool, stralenkrans, nimbus of halo is een ring of kroon van licht om het lichaam van goddelijke of heilige personen. Een aureool kan ook de straling of lichtkrans aanduiden - doch minder juist - die alleen het hoofd omgeeft. In amandelvorm wordt de krans om het lichaam echter aangeduid als mandorla.

## De nimbus als symbool

### Voorchristelijk
In het oude China en India werden goden soms op deze manier afgebeeld. Het was ook het symbool van de zonnegoden Mithras, Apollo en Helios. Later werd ook de keizer hiermee afgebeeld. Dit om zijn goddelijke status te benadrukken.

### Christelijk
Omstreeks de vijfde eeuw deed de nimbus zijn intrede in de christelijke kunst. Aanvankelijk alleen bij de Drie-eenheid en de engelen, maar later werden ook de apostelen, heiligen en anderen ermee afgebeeld. Het gaat hier steeds om een lichtschijn om het hoofd van een heilige. De oudste vorm is een gouden schijf, in de renaissance een cirkel. De beeltenis van Jezus Christus heeft steeds een kruis in de nimbus, de z.g. kruisnimbus, later ook een soort stralenkrans, min of meer in kruisvorm.
Er zijn dan verschillende vormen:
- Kruisvormig, Jezus Christus;
- Driehoekig, de Drie-eenheid (een aureool);
- Vierkant, wereldlijke personen (pausen, heersers, en stichtersfiguren; van de 6e tot de 12e eeuw);
- Zeshoekig, deugden.

## Het aureool als natuurkundig verschijnsel
De corona of krans is een spectrumkleurig cirkel- of ringvormig optisch / atmosferisch verschijnsel dat enkel rondom, of in de nabijheid van, de zonneschijf of de volle maan te zien is. Dit verschijnsel treedt meestal op wanneer er zich bepaalde atmosferische condities voordoen (met name wolkenflarden, bestaande uit een ijle nevel van zeer kleine waterdruppeltjes). Verwant aan het optische verschijnsel krans zijn de iriserende wolken, waarbij de cirkel- of ringvormige krans qua uiterlijk overgaat in grillig gevormde spectrumkleurige banden en omzomingen van lensvormige (of eilandvormige) wolken (Altocumulus lenticularis).

## Heiligenschijn
Ook kan zich rondom het hoofd van de schaduw (van de waarnemer) een helder aureool vormen. Ook dit heeft te maken met een optische proces. Dit soort aureool is enkel te zien rondom de schaduw van de waarnemer. Andere schaduwen, niet behorend tot de waarnemer, zijn, gezien door de waarnemer, niet omringd door een aureool. Een dergelijk optisch verschijnsel, dat enkel kan worden waargenomen rondom het hoofd van de eigen schaduw, wordt heiligenschijn genoemd.

## Glorie
Als de schaduw van de waarnemer zich aftekent tegen de achtergrond van een dichte mistwolk, of als de schaduw van het vliegtuig waarin de waarnemer zich bevindt zich aftekent tegen een waterdamphoudend wolkendek, is steeds de spectrumkleurige glorie te zien.

## Spreuken en gezegden
Als van iemand wordt gezegd dat hij een aureooltje draagt, bedoelt men dat het iemand is die nooit iets fouts doet, een heilig boontje.